# Hasenmüller
Hasenmüller oder Hasenmueller ist ein deutscher Familienname.

## Herkunft und Bedeutung
Der Name Hasenmüller
- Hasenmüller, -miller (oberdeutsch): z. Örtlichkeitsname Hasenmühle (Württemberg, Bayern).[1]
- Hasenmüller, -miller, Hassen-, aus häufig Örtlichkeitsname Hasenmühle (z. B. in Württemberg im Kreis Neckarsulm und im Kreis Weinsberg, in Bayern sieben Mal, aber neben neun Haselmühl(e)! usw.).
1572 Leonhard Hasenmuller aus Weißenburg (M/Fr.): LjM. I, 166.[2]

## Verbreitung
- Hasenmüller ist vor allem im süddeutschen Raum (Baden-Württemberg, Bayern) anzutreffen.
- In folgenden Städten ist ein Eintrag im Einwohnerbuch des jeweiligen Jahres vorhanden. Die Ziffern neben den Städtenamen und Jahreszahlen geben den Häufigkeitsnachweis.
Wien (1926), Innsbruck (1928 und 1944), Kempten (1927), Augsburg (1927), München (1929) 19, Mannheim (1926), Würzburg (1928), Nürnberg (1928), Tilsit (1928), Bonn (1930), K.[2]
- Verbreitungskarten lassen sich beim Geogen Onlinedienst[3] erstellen.

## Varianten
- Hasenmüller
- Hasenmueller
- Hasenmiller
- Hassenmüller

## Wappen
Für den Namen Hasenmüller ist bislang ein Familienwappen bekannt, wobei dieses nur von Nachfahren eines berechtigten Trägers dieses Wappens getragen werden darf.

## Bekannte Namensträger
- Elias Hasenmüller († 1587), deutscher katholischer Theologe
- Sophonias Hasenmüller (1572–ca. 1632), deutscher Pädagoge[5]
- Daniel Hasenmüller (1651–1691), deutscher Orientalist
- Heidi Hassenmüller (* 1941), deutsche Autorin für Jugendbücher